# Ploumagoar
Ploumagoar (bret. Plouvagor) – miejscowość i gmina we Francji, w regionie Bretania, w departamencie Côtes-d’Armor.
Według danych na rok 1990 gminę zamieszkiwało 4567 osób, a gęstość zaludnienia wynosiła 142 osoby/km² (wśród 1269 gmin Bretanii Ploumagoar plasuje się na 99. miejscu pod względem liczby ludności, natomiast pod względem powierzchni na miejscu 239.).